# Campeonato Anual FEM
El Campeonato Paraguayo de Fútbol Femenino, Liga Femenina de Fútbol o llamado oficialmente Campeonato Anual FEM desde la edición 2024, es el torneo nacional de mayor relevancia correspondiente a la rama femenina del fútbol paraguayo, y es organizado por la Asociación Paraguaya de Fútbol desde el año 1997. El campeón y vicecampeón de esta división clasifica a la Copa Libertadores Femenina. La Unión del Fútbol del Interior organiza los campeonatos de fútbol femenino del interior.

## Sistema de competición
El sistema de disputa del campeonato ha variado a lo largo de los años, desde el año 2011 se juegan dos torneos al año el Torneo Apertura y el Torneo Clausura, si un mismo club gana ambos torneos se consagra automáticamente campeón absoluto de la temporada, en el caso de que clubes diferentes ganen cada torneo se juega una final entre ellos para definir al campeón absoluto.
Cada torneo (Apertura y Clausura) consta de una rueda para la etapa de clasificación, de la que accederán a la fase semifinal los primeros cuatro equipos mejor posicionados, para las llaves de semifinales se enfrenatarán el 1.º vs 4.º y el 2.º vs 3.º en partidos de ida y vuelta, los ganadores pasan a la final que se jugará a un solo partido en cancha neutral.
Al final del año, juegan para definir al campeón absoluto de la temporada, los campeones de cada torneo (Apertura y Clausura), en partidos ida y vuelta.
En 2018 y 2024 se jugó un solo torneo.

## Torneo de Primera División
Es la máxima categoría del fútbol femenino organizado por la Asociación Paraguaya de Fútbol.

### Equipos de la temporada 2025
En la temporada 2025 participarán 12 clubes. 
- Cerro Porteño
- Guaraní
- Nacional/Humaitá
- Olimpia
- Libertad
- Sportivo Luqueño
- Sportivo Trinidense
- General Caballero JLM
- Deportivo Recoleta
- 2 de Mayo
- Sportivo Ameliano
- Atlético Tembetary

## Campeones por año
| 1997 | Nacional | Silvio Pettirossi |

| 1.ª  | 1999 | Universidad Autónoma de Asunción                    | Nacional                                            |
| 2.ª  | 2000 | Nacional                                            | Olimpia                                             |
|      | 2001 | No se disputó                                       | No se disputó                                       |
| 3.ª  | 2002 | Real Sajonia                                        | San Clemente                                        |
| 4.ª  | 2003 | Universidad Autónoma de Asunción                    | Nacional                                            |
| 5.ª  | 2004 | Universidad Autónoma de Asunción                    | Cerro Porteño                                       |
| 6.ª  | 2005 | Universidad Autónoma de Asunción                    | Libertad                                            |
| 7.ª  | 2006 | Universidad Autónoma de Asunción                    | Cerro Porteño                                       |
| 8.ª  | 2007 | Cerro Porteño                                       | Universidad Autónoma de Asunción                    |
| 9.ª  | 2008 | Universidad Autónoma de Asunción                    | Cerro Porteño                                       |
| 10.ª | 2009 | Universidad Autónoma de Asunción                    | Cerro Porteño                                       |
| 11.ª | 2010 | Universidad Autónoma de Asunción                    | Cerro Porteño                                       |
| 12.ª | 2011 | Universidad Autónoma de Asunción                    | Cerro Porteño                                       |
| 13.ª | 2012 | Cerro Porteño                                       | Universidad Autónoma de Asunción                    |
| 14.ª | 2013 | Cerro Porteño                                       |                                                     |
| 15.ª | 2014 | Cerro Porteño                                       | Sportivo Limpeño                                    |
| 16.ª | 2015 | Sportivo Limpeño                                    | Cerro Porteño                                       |
| 17.ª | 2016 | Sportivo Limpeño                                    | Cerro Porteño                                       |
| 18.ª | 2017 | Cerro Porteño                                       | Deportivo Capiatá                                   |
| 19.ª | 2018 | Cerro Porteño                                       | Libertad/Limpeño                                    |
| 20.ª | 2019 | Libertad/Limpeño                                    | Sol de América                                      |
|      | 2020 | Edición cancelada debido a la pandemia del COVID-19 | Edición cancelada debido a la pandemia del COVID-19 |
| 21.ª | 2021 | Cerro Porteño                                       | Sol de América                                      |
| 22.ª | 2022 | Olimpia                                             | Libertad/Limpeño                                    |
| 23.ª | 2023 | Olimpia                                             | Guaraní                                             |
| 24.ª | 2024 | Libertad                                            | Olimpia                                             |
| 25.ª | 2025 |                                                     |                                                     |

1. 1 2 3 4 5 6 7  Se consagró automáticamente campeón absoluto al ganar el Apertura y el Clausura.

## Títulos por equipo
| Equipos                          | N.º de títulos | Años de campeonato                                   |
| -------------------------------- | -------------- | ---------------------------------------------------- |
| Universidad Autónoma de Asunción | 9              | 1999, 2003, 2004, 2005, 2006, 2008, 2009, 2010, 2011 |
| Cerro Porteño                    | 7              | 2007, 2012, 2013, 2014, 2017, 2018, 2021             |
| Nacional                         | 2              | 1997, 2000                                           |
| Olimpia                          | 2              | 2022, 2023                                           |
| Sportivo Limpeño                 | 2              | 2015, 2016                                           |
| Libertad                         | 2              | 2019, 2024                                           |
| Real Sajonia                     | 1              | 2002                                                 |

### Torneos cortos
| Año  | Torneo   | Campeón                          |
| ---- | -------- | -------------------------------- |
| 2004 | Apertura | Universidad Autónoma de Asunción |
| 2004 | Clausura | Cerro Porteño                    |
| 2005 | Apertura | Libertad                         |
| 2005 | Clausura | Universidad Autónoma de Asunción |
| 2006 | Apertura | Universidad Autónoma de Asunción |
| 2006 | Clausura | Cerro Porteño                    |
| 2007 | Apertura | Cerro Porteño                    |
| 2007 | Clausura | Cerro Porteño                    |
| 2008 | Apertura | Universidad Autónoma de Asunción |
| 2008 | Clausura | Universidad Autónoma de Asunción |
| 2009 | Apertura | Cerro Porteño                    |
| 2009 | Clausura | Universidad Autónoma de Asunción |
| 2011 | Apertura | Universidad Autónoma de Asunción |
| 2011 | Clausura | Cerro Porteño                    |
| 2012 | Apertura | Universidad Autónoma de Asunción |
| 2012 | Clausura | Cerro Porteño                    |
| 2013 | Apertura | Cerro Porteño                    |
| 2013 | Clausura | Cerro Porteño                    |
| 2014 | Apertura | Sportivo Limpeño                 |
| 2014 | Clausura | Cerro Porteño                    |
| 2015 | Apertura | Sportivo Limpeño                 |
| 2015 | Clausura | Cerro Porteño                    |
| 2016 | Apertura | Cerro Porteño                    |
| 2016 | Clausura | Sportivo Limpeño                 |
| 2017 | Apertura | Cerro Porteño                    |
| 2017 | Clausura | Deportivo Capiatá                |
| 2019 | Apertura | Libertad/Club Sportivo Limpeño   |
| 2019 | Clausura | Libertad/Club Sportivo Limpeño   |
| 2021 | Apertura | Cerro Porteño                    |
| 2021 | Clausura | Cerro Porteño                    |
| 2022 | Apertura | Olimpia                          |
| 2022 | Clausura | Olimpia                          |
| 2023 | Apertura | Olimpia                          |
| 2023 | Clausura | Olimpia                          |

Aclaración: Desde 2024 no se juega Torneos Cortos.